# Saint-Julien-lès-Gorze
Saint-Julien-lès-Gorze település Franciaországban, Meurthe-et-Moselle megyében. Lakosainak száma 162 fő (2022. január 1.). Saint-Julien-lès-Gorze Chambley-Bussières, Charey, Dommartin-la-Chaussée, Hagéville, Rembercourt-sur-Mad és Waville községekkel határos.

## Népesség
A település népessége az elmúlt években az alábbi módon változott:
| Lakosok száma | 169  | 154  | 152  | 147  | 174  | 164  | 161  | 162  | 162  | 162  |
|               | 1968 | 1982 | 1990 | 2006 | 2013 | 2015 | 2017 | 2019 | 2020 | 2022 |